# IK Hellas
 Ikke at forveksle med Boldklubben Hellas.
IK Hellas, er en atletikklub i Roskilde med aktiviteter indenfor atletik og løb.
Klubbens historie strækker sig tilbage til begyndelsen af det 20. århundrede.

## Klubbens historie
IK Hellas blev officielt stiftet den 3. april 1933 ved en generalforsamling afholdt i Schmidts selskabslokaler på Torvet i Roskilde, hvor klubben oprindeligt havde sit tilholdssted i de første år af dens eksistens. Før stiftelsen af IK Hellas var atletikken en del af idrætsklubben A.I. Roskilde, der også omfattede boksning og brydning. Efter en række dramatiske møder i A.I.R., brød atletikken ud og dannede sin egen klub. Navnet “Hellas” blev valgt for at ære den gamle græske kultur, som er kendt for sin indflydelse på atletik og sport generelt. Ved stiftelsen deltog 43 aktive medlemmer og 10 passive medlemmer, og navnet “Hellas” vandt med 35 stemmer efter nogen diskussion.

## Faciliteter
Gennem årene havde IK Hellas skiftende faciliteter. I 1990'erne begyndte opførelsen af Hyrdehøj stadion og klubhus, der officielt blev indviet den 5. juni 1997. Klubben var i stand til at opnå faste faciliteter og et klubhus, delvis finansieret gennem flere års indsats på Roskilde Festivalen.

## Afdelinger
I dag har IK Hellas to træningsafdelinger: en atletikafdeling og en løbeafdeling, og har medlemmer i alle aldre som deltager i aktiviteterne.

## Atleter
- René Christophersen vandt DM i 400 meter løb i 1978
- Anders Hartington Andersen vandt DM i 20 km i fem år i træk i 1934-1938 og DM i maraton i 1934, 1936 og 1939.[4] Deltog i OL 1932 for Canada og i 1936 for Danmark som medlem af IK Hellas.[5]